# Craspedosis
Craspedosis is een geslacht van vlinders van de familie spanners (Geometridae), uit de onderfamilie Ennominae.

## Soorten
- C. acoelia Prout, 1934
- C. affinis Rothschild, 1915
- C. albigutta Warren, 1897
- C. albistriata Warren, 1905
- C. amaura Warren, 1907
- C. andromeda Prout, 1916
- C. angiana Joicey & Talbot, 1915
- C. atramentaria Warren, 1894
- C. aurianalis Prout, 1931
- C. aurigutta Warren, 1902
- C. boopis Prout, 1922
- C. casta Warren, 1903
- C. castellata Warren, 1898
- C. cincta Walker, 1864
- C. cinerescens Butler, 1879
- C. costimacula Warren, 1906
- C. curvilimes Prout, 1922
- C. cyanauges Prout, 1916
- C. cyanea Rothschild & Jordan, 1905
- C. cyanodes Joicey & Talbot, 1917
- C. cyanophanes Joicey & Talbot, 1917
- C. chrysopyga Prout, 1932
- C. desmiata Rothschild & Jordan, 1905
- C. effusa Prout, 1924
- C. ernestina Stoll, 1781
- C. exotasis Prout, 1932
- C. extenuata Walker, 1864
- C. flavidistata Prout, 1924
- C. flavimedia Warren, 1899
- C. flavithorax Prout, 1916
- C. funebris Warren, 1896
- C. galathea Warren, 1898
- C. iniquisecta Prout, 1924
- C. miranda Warren, 1907

- C. mirandina Prout, 1915
- C. morotai Swinhoe, 1900
- C. munda Walker, 1864
- C. nigerrima Warren, 1903
- C. nigriclathrata Warren, 1896
- C. niveosignata Warren, 1899
- C. niverupta Bastelberger, 1907
- C. ovalis Warren, 1896
- C. picaria Warren, 1897
- C. prouti Joicey & Talbot, 1917
- C. purpurea Warren, 1907
- C. scordylodes Joicey & Talbot, 1917
- C. semicrocea Warren, 1899
- C. semilugens Warren, 1896
- C. semiplaga Warren, 1896
- C. sibilla Warren, 1899
- C. stenodes Prout, 1934
- C. stenotera Prout, 1932
- C. swinhoei Rothschild, 1915
- C. transtinens Prout, 1923
- C. triangularis Prout, 1916
- C. undulosa Warren, 1894
- C. uniplaga Warren, 1896